# 白点
白点（white point），在技术文档中常被称作参考白色（reference white）或目标白色（target white），是一组三色视觉值（tristimulus values）或色度值（Chromaticity）。它被用来在图像捕获、编码和再现时定义白色。白点的数值不是恒定的，需要按照使用场合的不同对它的数值做出相应的更改。例如在室内摄影时常用白炽灯来照明，而白炽灯的光线色温相对日光较低，因而呈现出偏橙的颜色。倘若在这种情况下依然使用以日光为准的白点数值来定义白色，摄影的结果就会出现偏色的问题。